# Трунко
Трунко (Транко) — название животного или глобстера, которое якобы наблюдалось 24 октября 1924 года у города Маргита, Южная Африка. Статья о нём под названием «Рыба-белый медведь» была опубликована 27 декабря 1924 года в лондонской газете «Daily Mail». Очевидцы якобы наблюдали, как необычное огромное животное, похожее на рыбу, покрытую шерстью, вело у берега борьбу с двумя косатками в течение трёх часов. Оно использовало свой хвост для атаки китов и выпрыгивало из воды на высоту в 20 футов. Один из очевидцев, Хью Бэлленс, описал животное как «гигантского полярного медведя». В 2010 году было убедительно доказано, что трунко как криптозоологического существа никогда не было.

## Описание
По сообщениям существо выбросило на берег у пляжа Маргита, но, несмотря на это, в течение 10 дней ни один учёный не исследовал тушу, пока она была на берегу, так что заслуживающего доверия описания существа не было опубликовано и до сентября 2010 года считалось, что никакие фотографии этого существа никогда не были опубликованы. Некоторые люди, имена которых никогда не были указаны, как сообщалось, описывали животное как обладающее снежно-белым мехом, слоновьим хоботом, хвостом лобстера, и тушей, лишённой крови.
Когда оно было выброшено на берег, животное измерили посетители пляжа, и оно оказалось 47 футов (14 м) в длину, 10 футов (3 м) в ширину и 5 футов (1,5 м) в высоту, длина хобота составляла 5 футов (1,5 м), диаметр хобота 14 дюймов (36 см), хвост — 10 футов (3 м), а мех — 8 дюймов (20 см) в длину. Хобот, как сообщалось, рос непосредственно из туловища животного, и никакой головы не было видно на туше. За эту особенность животное было названо «Trunko» (от англ. «trunk» — хобот) британским криптозоологом Карлом Шукером в своей книге 1996 года «Необъяснимое». 27 марта 1925 года издание «Charleroi Mail» в Шарлерое, Пенсильвания, опубликовало статью под названием «Волосатый Монстр, убивающий китов», в которой сообщалось, что киты были убиты странным существом, которое затем было выброшено на берег, так как исчерпало силы в борьбе и находилось без сознания, но потом оправилось и вернулось в океан через 10 дней, уплыв, и больше его никто никогда не видел.

## Разгадка
Было сделано множество предположений в попытке объяснить происхождение этого существа. Наиболее распространённым объяснением было то, что трунко был тушей большого кита, гигантской акулы или китовой акулы, чьи тела при разложении действительно имеют «пушистый» вид, и что косатки поедали его труп. Также предполагалось, что трунко был странным новым видом огромного кита, неизвестным ластоногим или сиреной. Одним из более скептических объяснений был южный морской слон-альбинос. Криптозоологами существо долгое время считалось криптидом.
6 сентября 2010 года, однако, многолетняя тайна трунко была наконец-то раскрыта. Карл Шукер объявил, что до сих пор неизвестные фотографии трунко были обнаружены немецким криптозоологом Маркусом Хемлером на сайте бизнес-ассоциации Маргейта, и Шукер, проведя анализ этих фотографий, что трунко были не более чем глобстером, то есть массивным, жёстким «мешком» жира и кожи, содержащим коллаген, который иногда остаётся, когда кит умирает и его череп и скелет отделяются от кожи и опускаются на морское дно. Фотографии были сделаны йоханнесбургским фотографом A. C. Джонсом, который посетил останки трунко, когда они были на берегу. Через три дня Шукер указал, что он и Хеммлер независимо друг от друга обнаружили ещё две фотографии трунко, сделанные Джонсом, который были опубликованы в номере журнала «Wide World Magazine» за август 1925 года. На этих фотографиях крупного плана виден классический глобстер, что подтверждает идентификацию Шукером трунко и ясно показывает тот самый белый «мех», на деле оказавшийся волокнами соединительной ткани. Так как люди видели двух китов на некотором расстоянии в море от выброшенного на берег глобстера, то наблюдатели на пляже Маргейта обманулись в предположении, что существо было живо. В итоге трунко как живое криптозоологическое существо с белым мехом и хоботом никогда не существовало в природе. Возможно, наиболее удивительным аспектом этой истории является то, что две фотографии туши трунко были опубликованы в ведущем научном журнале в 1925 году, но каким-то образом были полностью забыты зоологическим и криптозоологическим сообществом на ближайшие 85 лет, что не помешало, однако, сохранению в памяти и печати всевозможных слухов и домыслов.
В марте 2011 года четвёртая фотография трунко была обнаружена в архивах маргейтского музея в Южной Африке Бьянкой Бальди. Разоблачение истории трунко — одна из главных побед науки в области объяснения появления якобы неизвестных науке существ за последнее время.